# I Hate Myself and Want to Die
„I Hate Myself and Want to Die“ je skladba americké grungeové skupiny Nirvana. Píseň byla nahrána během nahrávání alba In Utero v roce 1993. Poprvé vyšla jako B-strana singlu „Pennyroyal Tea“ v roce 1994. Jejím autorem je Kurt Cobain.
„I Hate Myself and Want to Die“ (Nenávidím se a chci umřít) se původně mělo jmenovat i v pořadí třetí studiové album skupiny, avšak přes odpor vydavatelství Geffen kapela v čele s Cobainem od tohoto názvu upustila a dala albu název In Utero (V děloze). Skladba se nakonec ani neobjevila na albu.